# Carlos East
Carlos Eduardo East Sans (Orizaba, Ver., 22 de septiembre de 1942 - Ciudad de México, 11 de octubre de 1994) fue un actor mexicano que destacó en el cine y la televisión.

## Carrera
Empezó su carrera como actor en la película Los novios de mis hijas de 1964 con Amparo Rivelles, Julio Alemán, Maricruz Olivier, Julissa, Rodolfo de Anda, Patricia Conde, Alfonso Mejía, y Blanca Sánchez. Filmó un total de 134 películas, entre las que destacan Esclava del deseo de 1968 con Libertad Leblanc, Manuel López Ochoa, Wolf Ruvinskis, y Juan Ferrara; El día de la boda de 1968 con Elsa Aguirre, Mauricio Garcés, Enrique Rambal e Irma Lozano; El matrimonio es como el demonio de 1969 con el mismo elenco que la película El día de la boda; La rebelión de las hijas de 1970 con Enrique Rambal, Andrés García, Ana Martín, Ofelia Medina e Irma Lozano. Interpretó a Herodes Antipas en la película Jesús, nuestro Señor de 1972 con Claudio Brook que hizo el papel de Jesús, Narciso Busquets, Rita Macedo, Elsa Cárdenas, Juan Gallardo y Juan Miranda, entre otros.

## Filmografía
- El matrimonio es como el demonio (1969)
- Buscando un campeón (1980)
- El sexo de los pobres (1983)
- Rosa de la frontera (1985)
- Cacería humana (1987)
- Los hijos del criminal (1989)
- Noche de pánico (1990)
- Juana la Cubana (1994)
- Atrapados (1995)
- Traficantes de muerte (1995)